# Sammy Garza
Samuel Mayorga Garza Jr. (10 luglio 1965) è un ex giocatore di football americano statunitense che ha militato nel ruolo di quarterback nella National Football League (NFL).

## Carriera
Garza fu scelto dai Seattle Seahawks nel corso dell'ottavo giro (216º assoluto) del Draft NFL 1987. Fu svincolato nella pre-stagione dopo di che firmò con i St. Louis Cardinals come giocatore di riserva durante lo sciopero dei giocatori del 1987, disputando due partite: in sostituzione di Shawn Halloran nella prima e come titolare nella seconda. Completò 11 passaggi su 20 per 183, un touchdown e 2 intercetti subiti. Fu svincolato la stagione successiva e sostituito da Tom Tupa.
Il momento migliore della carriera di Garza fu nella stagione CFL 1993 quando sostituì l'infortunato Matt Dunigan nella settimana 17 della stagione, portando i Winnipeg Blue Bombers alla vittoria per 20-19 sugli Hamilton Tiger-Cats nella finale della Eastern Conference. Il suo successo però ebbe vita breve poiché la sua squadra fu battuta nella 81ª Grey Cup per 33-23 dagli Edmonton Eskimos. Garza si ruppe il legamento crociato anteriore all'inizio della stagione 1994 a Winnipeg e trascorse i successivi otto mesi in riabilitazione. La stagione successive divise il ruolo di quarterback agli Ottawa Rough Riders con Danny Barrett. Si ritirò dopo che la squadra fallì e non fu scelto nel draft di dispersione.

## Palmarès
- Grey Cup: 1

Winnipeg Blue Bombers: 1990